# Олимпийский стадион (Нагано)
Олимпийский стадион Нага́но (яп. 長野オリンピックスタジアム Nagano Orinpikku Sutajiamu) — стадион в японском городе Нагано, где в 1998 году состоялись церемонии открытия (7 февраля) и закрытия  (22 февраля) XVIII зимних Олимпийских игр.
Появление этого стадиона никак не связано с проведением олимпиады, изначально его строил для себя бейсбольный клуб «Shinano Grandserows», а затем оргкомитет игр (NAOC) обратился к руководству клуба с предложением о сотрудничестве. 
Стадион вмещает 35 000 зрителей и имеет искусственное покрытие. В настоящее время на Олимпийском стадионе Нагано ежегодно проходит около 200 мероприятий и массовых акций, включая матчи Чемпионата Японии по бейсболу, концерты, выставки, свадьбы, так же на стадионе располагается финиш ежегодного Наганского марафона.